# منتج (اقتصاد)

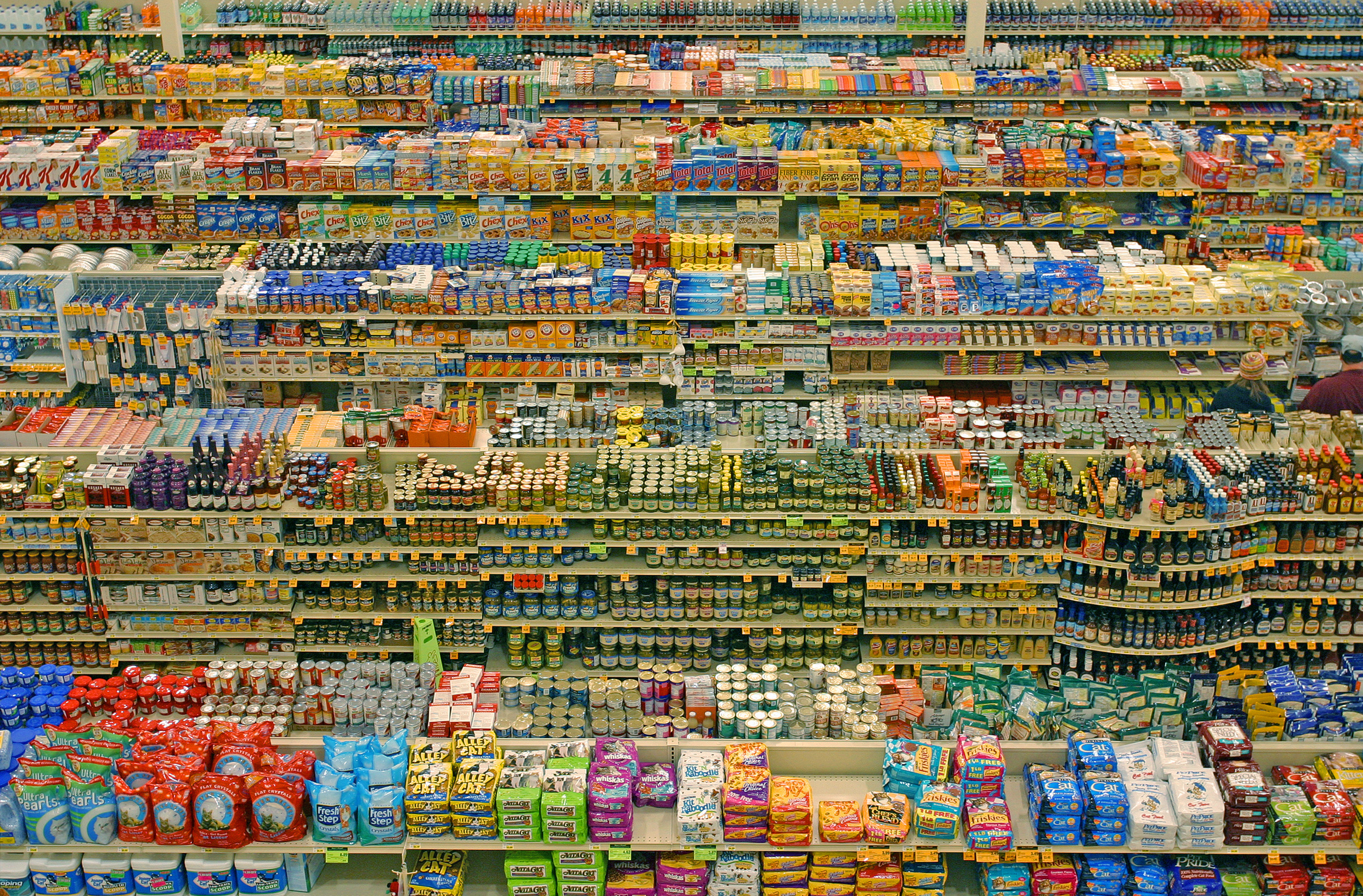
منتجات منوعة معروضة في السوق

المنتج أو المنتوج (بالإنجليزية: Product)‏ هو لفظة عامة تشمل كل ما يصنع أو ينتج بغرض البيع والتسويق والتصدير للأفراد أو الجماعات أو الدول ويشمل ذلك المنتجات الصناعية والزراعية والخدمات.
والسلعة التي لا يستطيع المستهلك الانتفاع منها مباشرةً، كموقع مبنى مكتبي أو معدات رأسمالية، يمكن اعتبارها مصدرا غير مباشرا للمنفعة كقيمة إعادة البيع أو كمصدر للدخل. والسلعة في الاقتصاد ليس ضرورياً أن تكون مقبولة أخلاقياً ولا حتى قانونياً.
إذا بيع شيء من سلعة أو خدمة بسعر موجب، فهو سلعة لأن المشتري يعد المنفعة من الشيء أو الخدمة أكثر قيمة من المال. وهناك أشياء نافعة لكنها غير نادرة كالهواء مثلاً فيطلق عليها اسم سلعة حرة، لا تباع ولا تشترى لوفرتها.

## أنواع المنتج
يوجد للمنتج نوعان المنافع والخدمات.

## المنتجات الاستهلاكية
وهي المنتجات التي يشتريها المستهلك لاستخدامها مباشرة لغرض إشباع احتياجاته ورغباته، ويحصل عليها عادة من متاجر التجزئة. ومن مواصفات هذه السلع قيام عدد كبير من المستهلكين بشرائها بكميات قليلة في كل مرة أو عند الاحتياج إليها، ويتأثر قرار شرائها بالدافع الشخصي للمستهلك، واسعارها عادة اقل بكثير من أسعار السلع الإنتاجية. ويوجد ثلاثة أنواع من السلع الاستهلاكية هي:
1. المنتج الميسرة: وهي السلع الاستهلاكية التي يشتريها المستهلك بدون الحاجة لكثير من التفكير، وهي ميسرة في جميع المتاجر، كما ظانها سلع رخيصة ويتكرر شراؤها دائما من اقرب المتاجر للمستهلك. ومن امثلة السلع الاستهلاكية الميسرة السكر والشاي والصابون والسجائر والصحف والمجلات... الخ
2. منتج التسوق: وهي السلع الاستهلاكية التي لايشتريها المستهلك مباشرة، بل يفاضل بين البدائل المطروحة منها في السوق من حيث السعر والجودة والعلامة التجارية، وهي اغلي في سعرها من السلع الميسرة ولا يتكرر شراؤها باستمرار ولا يلجأ المستهلك لتخزين كميات كبيرة منها، ومن امثلتها الثلاجات والغسالات وأجهزة التلفزيون والفيديو... الخ
3. المنتجات الخاصة: وهي السلع الاستهلاكية التي يبذل المستهلك جهدا في الحصول عليها لتميزيها بمواصفات خاصة أو علامات تحارية مشهورة، ولايُقبل عدد كبير من المستهلكين على شرائها. عادة تكون المتاجر التي تقدم هذه السلع قليلة، وقد لا يؤدي تميز موقع المتجر دورا كبيراً في التسويق لهذه المنتجات كون المستهلك سيبحث عنها كثيراً. وتحتاج هذه السلع إلى جهود تسويقية كبيرة لتنشيط مبيعاتها عن طريق الإعلان، ومن امثلتها الساعات والحلي والأدوات الرياضية والات التصوير.

## المنتج الوسيط (الصناعية)
وهي المنتجات التي تستخدمها منشأت الأعمال أو المنظمات لإنتاج منتجات أخرى أو لتصنيع المنتج بعد إجراء بعض العمليات الإنتاجية عليها وما مميزاتها ارتفاع تكلفة شراؤها، وانخفاض عدد مشتريها، اشتراك عدد كبير من المئولين في اتخاذ قرار شراؤها بعد دراسة وافية. ومن امثلتها المواد الخام والأجزاء نصف المصنعة والمصنعة ومهمات التشغيل والعدد والالات والأجهزة وقد يتبع أحيانا نظام التأجير للسلع الإنتاجية خاصة في الأجهزة الإلكترونية نظرا لارتفاع أسعارها أو تغير مواصفاتها باستمرار أو لان استخدامها موسمي فقط.
والتسويق من العلوم الهامة جدا لكافه الانشطة الاقتصادية حيث أن قد يؤدى إلى رفع مبيعات الانشطة الصناعية إلى السماء أو يخسف بها الأرض ولذلك فان مرتبات خبراء التسويق في الشركات الكبرى تكون كبيرة جدا.

## دورة حياة المنتج
يمر المنتج في دورة في عدة مراحل نذكرها بالترتيب كالتالي:
- مرحلة تنمية المنتج: وهي عملية تنمية المنتجات من التحديات الرئيسية في مجال النشاط التسويقي. المنشآت لابد لها ان تفكر في إيجاد منتجات جديده وذلك للعديد من الأسباب منها مواجهة مرحلة إنحدارالمنتجات الحالية ومواجهة المنافسة الشديدة وتقليل مخاطر الاعتماد على منتج واحد.
- مرحلة التقديم: وتبدأ هذه المرحلة عندما يوزع المنتج لأول مرة للمشترين في السوق، وعادة ما يأخذ تقديم المنتج الجديد للسوق بعض الوقت، وتتميز هذه المرحلة بانخفاض معدل نمو المبيعات.
- مرحلة النمو: وهي مرحلة تزايد المبيعات وبمعدلات نمو سريعة وذلك نتيجة إعادة شراء المنتج الجديد من قبل المستهلكين الأوائل من جهة ولدخول عدد كبير من المستهلكين التقليديين لسوق هذا المنتج من جهة أخرى مما يعد مؤشراًُ واضحاً على دخول المنتج الجديد لمرحلة النمو.
- مرحلة النضج: وهي مرحلة تستقر خلالها أرقام المبيعات عند مستوى شبه ثابت باستثناء الزيادة البسيطة في بدايه هذه المرحلة والانخفاض البسيط في نهايتها أيضاً.
- مرحلة الانحدار (التدهور): حيث تأخد معظم المنتجات طريقها نحو الأفول وإن كان ذلك يحصل خلال مدى زمني مختلف وبمعدلات مختلفة.

## ابعاد المنتج
هناك ثلاثة أبعاد أساسية لمفهوم المنتج وهي كالتالي:
- البعد الجوهري:

وهو البعد الذي يعبر عن المنفعة التي يدركها المستهلك ويتوقعها من المنتج أي أن هذا البعد يفسر سبب شراء المنتج.
- البعد الملموس:

وهو البعد الذي يجسد الجوانب الملموسة من المنتج والتي تشمل الخصائص المادية، الشكل، مستوى الجودة، والاسم التجاري والمنتج الجيد هو الذي يحول جوهر أو قلب المنتج إلى منتج ملموس.
- البعد الإضافي:

وهو البعد الذي يتمثل في مجموعة الخدمات والمنافع المضافة للمنتج والتي يحصل عليها العميل عند شراء المنتج، ومن أمثلة هذه الخدمات النقل والتركيب والضمان والصيانة والإصلاح والبيع بتقسيط وغيره.